# Sonate K. 409
La sonate K. 409 (F.355/L.150) en si mineur est une œuvre pour clavier du compositeur italien Domenico Scarlatti.

## Présentation
La sonate K. 409, en si mineur, notée Allegro, forme une paire avec la sonate précédente.
Le matériel de l'ouverture (faite de petits motifs de trois puis cinq mesures se terminant par un temps sur la tonique) se représente exceptionnellement dans la seconde partie et fait fonction (rarissime) de thème.
Au début de la seconde section un long développement progresse de quatre mesures en quatre mesures, par de petits déplacements chromatiques dans un sentiment croissant d'agitation jusqu'au retour du si mineur. Il s'agit, dans ce passage, d'une lutte entre régularité (comme dans la première section) et irrégularité de l'organisation. Une véritable section de développement de sonate avant son temps. Le compositeur répète souvent immédiatement ses inventions les plus difficiles, comme pour permettre à l'auditeur qui a mal entendu la première fois de bien comprendre.

## Manuscrits
Le manuscrit principal est le numéro 22 du volume IX (Ms. 9780) de Venise (1754), copié pour Maria Barbara ; l'autre est Parme XI 22 (Ms. A. G. 31416).

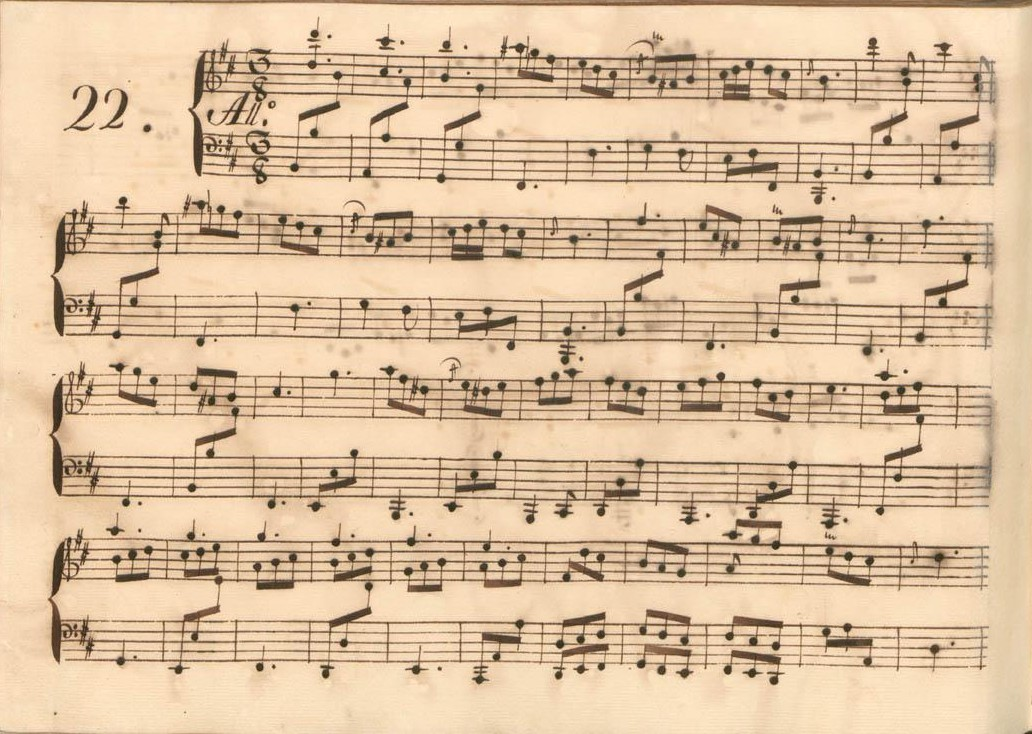
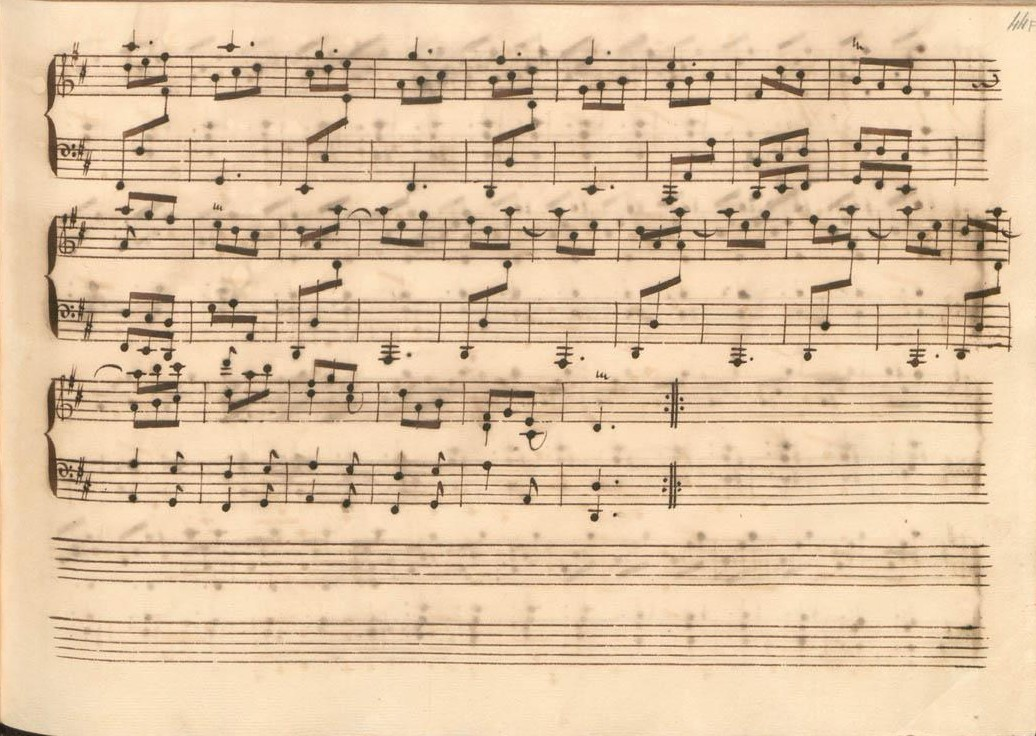
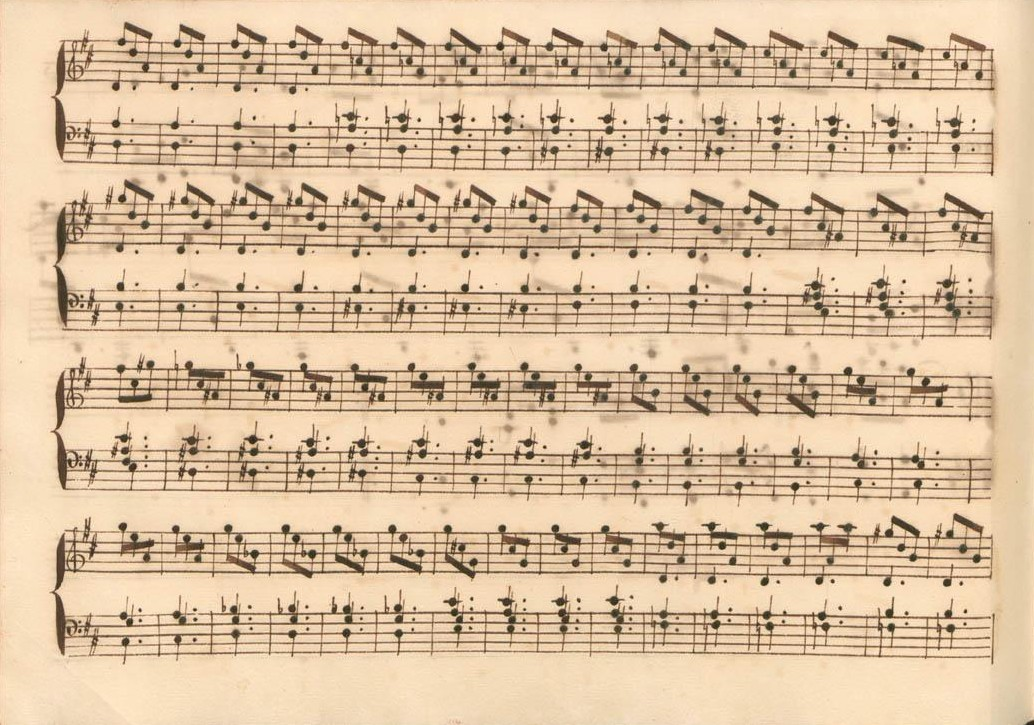
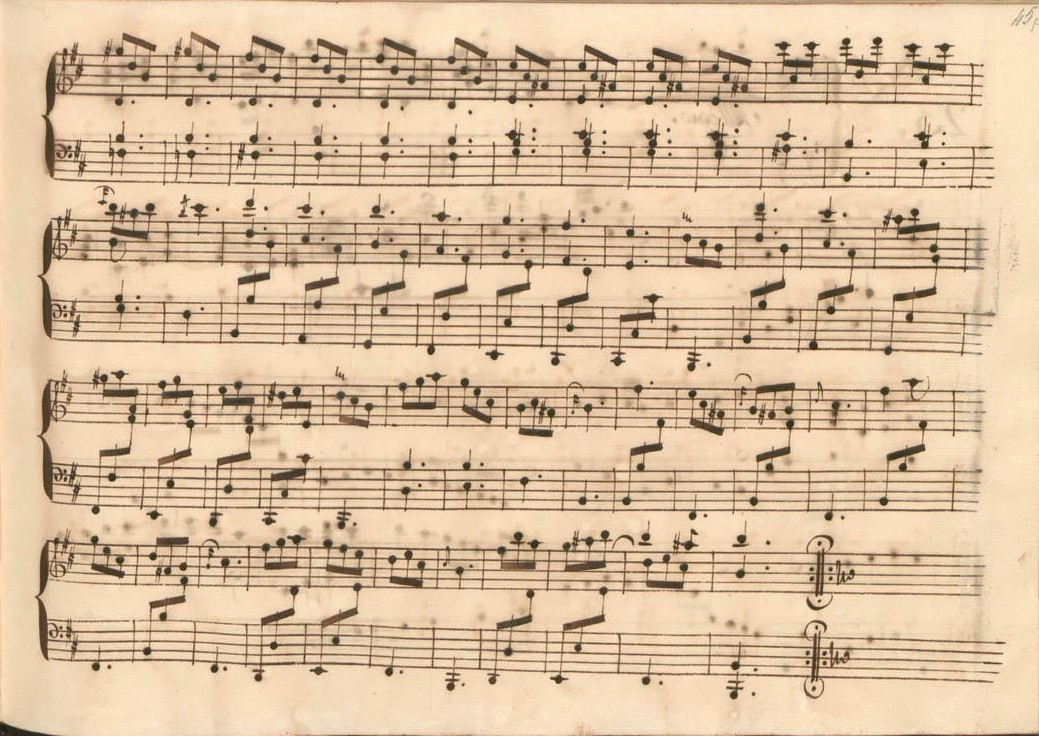

## Interprètes
La sonate K. 409 est défendue au piano, notamment par Carlo Grante (2013, Music & Arts, vol. 4) et Pascal Pascaleff (2020, Naxos, vol. 25) ; au clavecin par Scott Ross (1985, Erato), Virginia Black (1986, EMI), Richard Lester (2003, Nimbus, vol. 4) et Pieter-Jan Belder (Brilliant Classics, vol. 9). À deux guitares, elle est interprétée par le duo Jan Sommer et Per Dybro Sørensen (2002, Scandinavian-Tim).

## Sources
: document utilisé comme source pour la rédaction de cet article.
- Ralph Kirkpatrick (trad. de l'anglais par Dennis Collins), Domenico Scarlatti, Paris, Lattès, coll. « Musique et Musiciens », 1982 (1re éd. 1953 (en)), 493 p. (ISBN 978-2-7096-0118-4, OCLC 954954205, BNF 34689181).
- Alain de Chambure, « Domenico Scarlatti : Intégrale des sonates — Scott Ross », Erato (2564-62092-2), 1985 (OCLC 891183737) .
- (en) W. Dean Sutcliffe, The Keyboard Sonatas of Domenico Scarlatti and Eighteenth-Century Musical Style, Cambridge / New York, Cambridge University Press, 2008, xi-400 (ISBN 978-0-521-07122-2, OCLC 1005658462, BNF 42017486), p. 201–209.
- (en) Carlo Grante, « Domenico Scarlatti, intégrale des sonates pour clavier (vol. 4) », Music & Arts (CD-1293), 2016 (OCLC 1020680576) .